# Flores (ort i Brasilien, Pernambuco, Flores)
Flores är en ort i Brasilien.   Den ligger i kommunen Flores och delstaten Pernambuco, i den östra delen av landet, 1 400 km nordost om huvudstaden Brasília. Flores ligger 467 meter över havet och antalet invånare är 11 692.
Terrängen runt Flores är platt åt sydost, men åt nordväst är den kuperad.Närmaste större samhälle är Triunfo, 14,4 km väster om Flores.
Omgivningarna runt Flores är huvudsakligen savann. Runt Flores är det ganska glesbefolkat, med 24 invånare per kvadratkilometer.